# Korownica włóknista

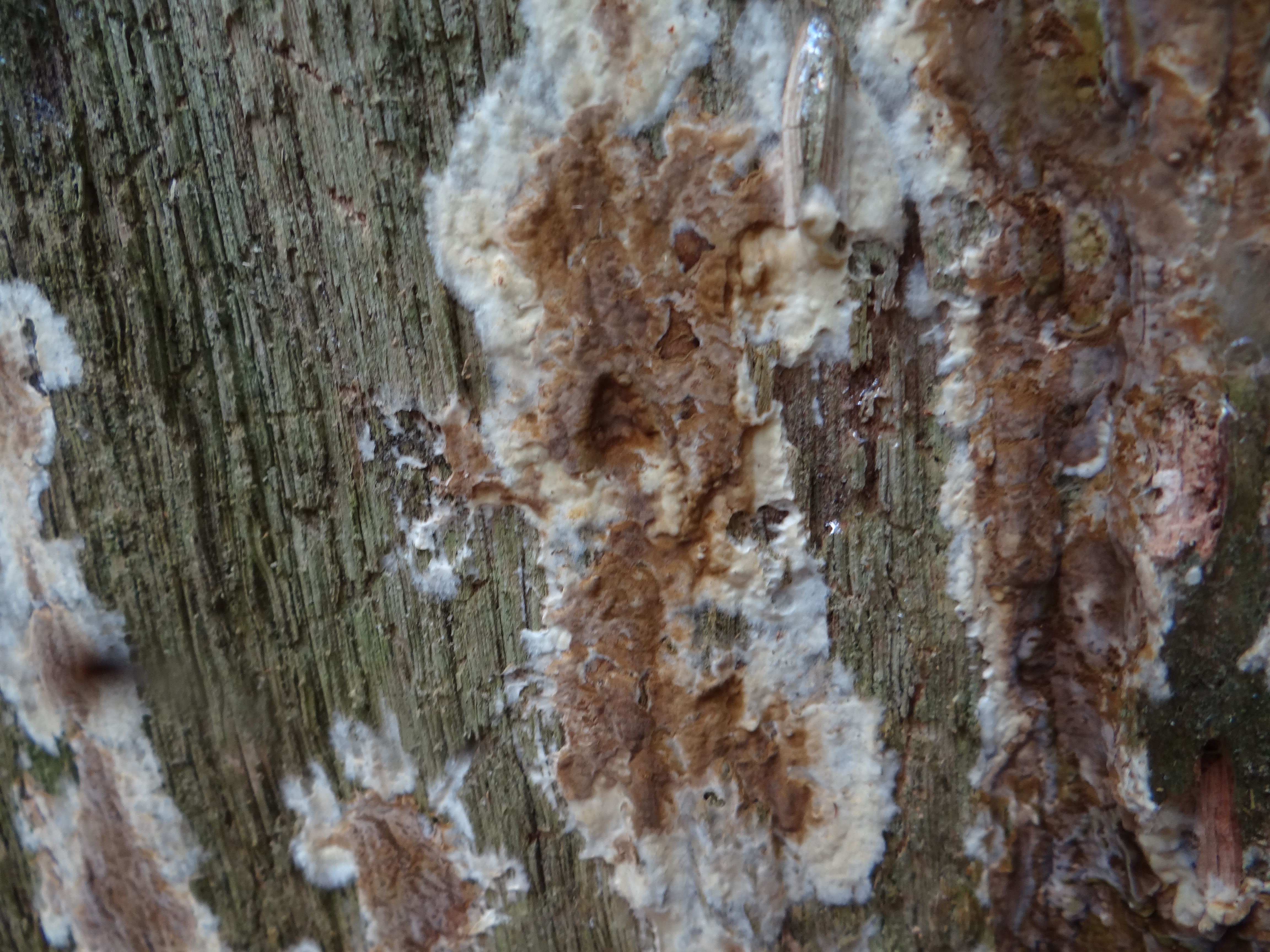

Korownica włóknista (Rhizochaete filamentosa (Berk. & M.A. Curtis) Gresl., Nakasone & Rajchenb.) – gatunek grzybów należący do rodziny korownicowatych (Phanerochaetaceae).

## Systematyka i nazewnictwo
Pozycja w klasyfikacji według Index Fungorum: Rhizochaete, Phanerochaetaceae, Polyporales, Incertae sedis, Agaricomycetes, Agaricomycotina, Basidiomycota, Fungi.
Po raz pierwszy takson ten opisali w 1873 r. Miles Joseph Berkeley i Moses Ashley Curtis, nadając mu nazwę Corticium filamentosum. Obecną nazwę nadali mu w 2004 r. Karen K. Nakasone i Mario Rajchenberg, przenosząc go do rodzaju Rhizochaete.
Ma 9 synonimów. Niektóre z nich:
- Corticium byssogenum Pat. 1924
- Grandiniella filamentosa (Berk. & M.A. Curtis) Burds. 1977
- Membranicium filamentosum (Berk. & M.A. Curtis) Y. Hayashi 1974
- Phanerochaete filamentosa (Berk. & M.A. Curtis) Burds. 1977
- Phanerochaete filamentosa (Berk. & M.A. Curtis) Parmasto 1968[2].

Polską nazwę zarekomendował Władysław Wojewoda w 2003 r. Jest niespójna z aktualną nazwą naukową.

## Morfologia
Bazydiokarp
Szeroko rozpostarty, o grubości do 1 mm, błoniasty, łatwy do oddzielenia od podłoża. Powierzchnia hymenialna gładka do brodawkowatej, drobno owłosiona (widoczne to jest przy powiększeniu 10x), pomarańczowoszara do brązowawo-pomarańczowej, czasami szarożółta. Subikulum grube, żółtawopomarańczowe lub jaśniejsze, wystające poza obszar płodny i tworzące brzeg tej samej barwy, lub jaśniejszy, czasami biały, cienki, włóknisty do ryzoidalnego, przy czym sznury grzybniowe tej samej barwy co subikulum, o średnicy do 1 mm. Wszystkie części owocnika pod działaniem KOH zmieniają kolor na czerwony lub fioletowy.
Cechy mikroskopowe
System strzępkowy monomityczny. Subikulum typu textura intricata, o grubości 400–700 µm. Strzępki o średnicy 2,5–7 µm, gładkie, szkliste, cienkościenne do grubościennych, przeważnie z prostymi przegrodami, rzadko z przegrodami doliporowymi, pokryte gęstym brązowawo-żółtym ziarnistym materiałem, w KOH rozpuszczającym się i zmieniającym kolor na różowy. Sznury grzybniowe o średnicy do 1 mm, tekstura porrecta, zbudowane z dwóch rodzajów strzępek; o średnicy około 2-4 µm cienkościennych, szklistych, przeważnie z prostymi przegrodami, rzadko z przegrodami doliporowymi, inne strzępki o średnicy 6-12 µm, grubościenne, przeważnie szklistez prostymi przegrodami, czasami z przegrodami doliporowymi i rzadko z wieloma sprzążkami. Wszystkie strzępki silnie inkrustowane szklistymi granulkami, trwałymi w KOH, oraz niepozornymi bladożółtymi granulkami, które rozpuszczają się w KOH, tworząc czerwony roztwór. Subhymenium zwarte tekstura intricata lub tekstura porrecta, strzępki o średnicy 2–4 µm, szkliste, cienkościenne, z prostymi przegrodami, krótkokomórkowe, silnie inkrustowane jak w subikulum. Cystydy prawie cylindryczne lub zwężające się do tępego wierzchołka, 30–80(–120) x 6–10(–12) µm, cienkościenne lub grubościenne, w górnej połowie silnie inkrustowane szklistymi kryształkami, wystające do 35 µm nad hymenium. Podstawki maczugowate, 20–35(–50) x 5–7(–9) µm, szkliste, cienkościenne, z 4 sterygmami o długości 3–5 µm. Bazydiospory elipsoidalne, spłaszczone osiowo (3,5–)4–5,5(-6,5) x 2–2,5(–3) µm, szkliste, cienkościenne, gładkie, niecyjanofilne.

## Występowanie i siedlisko
Korownica włóknista występuje w Europie, Azji, Ameryce Północnej i na Nowej Zelandii, podano jej występowanie także w jednym miejscu w Ameryce Południowej. W Polsce w 2003 r. W. Wojewoda przytoczył 4 stanowiska z uwagą, że rozprzestrzenienie tego gatunku i jego zagrożenie w Polsce nie są znane, w późniejszych latach podano następne stanowiska. Aktualne stanowiska podaje także internetowy atlas grzybów. Znajduje się w nim na liście gatunków zagrożonych i wartych objęcia ochroną. We wszystkich wymienionych polskich źródłach gatunek ten występuje pod nazwą Phanerochaete filamentosa.
Nadrzewny, saprotrof występujący w lasach liściastych i mieszanych na obumarłych, leżących na ziemi pniach i gałęziach drzew liściastych, zwłaszcza buka, ale także na innych drzewach liściastych i iglastych.